# Saint-Loup (Charente-Maritime)
Pour les articles homonymes, voir Saint-Loup.
Saint-Loup, également nommée localement Saint-Loup-de-Saintonge, est une commune du sud-ouest de la France située dans le département de la Charente-Maritime (région Nouvelle-Aquitaine).

## Géographie

### Situation géographique
Faisant partie du canton de Saint-Jean-d'Angély, la commune de Saint-Loup appartient à l'ancienne province de la Saintonge depuis ses origines.
Elle est située au Nord de Tonnay-Boutonne, à l'écart des grands axes de communications routière et ferroviaire? étant enclavée dans une zone de petites vallées et de marais fluviatiles que cernent à l'Est et à l'Ouest des collines aux molles ondulations et aux faibles hauteurs.

### Communes limitrophes
|                 | Puyrolland              | Nachamps |
| Annezay         | Saint-Loup              | Landes   |
| Tonnay-Boutonne | Chantemerle-sur-la-Soie |          |

### Le finage communal
Cette commune rurale et agricole s'étend sur 1 642 ha ; ce qui en fait la deuxième commune du canton par sa surface.
Son finage communal recense autour de 300 habitants disséminés dans pas moins de 21 hameaux. Les plus importants d'entre eux sont le village de Goux  lequel regroupe une soixantaine d'habitants et le petit bourg de Saint-Loup, chef-lieu de la commune avec sa mairie, où vivent une trentaine d'habitants ; les autres hameaux sont les suivants :
- Chêneron
- La Fontaine de Goux
- Les Touches (partagé avec la commune de Landes)
- Les Courances
- Les Petites Rivières
- La Pataudrie
- Les Jarries
- Chauvin (ancien logis)
- Trézence (ancien logis)
- Chez Ray
- Les Ribaudières
- Les Tiffrays
- Les Chapellières
- Le Moulin de Goux
- Les Benets (ou Chez Besnay)
- La Tonelle
- Les Grands Champs
- Les Renardières
- Les Pierrières

Le territoire de Saint-Loup est composé de marais inondables, d'origine fluviatile, qui occupent le tiers du territoire communal, tandis que les vallées humides et les collines dont l'altitude maximale est de 48 mètres s'étendent sur le reste de la commune.
Les sols de la commune de Saint-Loup appartiennent aux terrains calcaires du Jurassique qui recoupent une grande partie de la Saintonge du nord et qui prolongent à l'est la table calcaire de l'Aunis. Ces terrains calcaires se situent sur les parties élevées, occupées par les collines et les faibles éminences, qui encadrent des vallées aux fonds humides et marécageux tapissées de sédiments dont les apports proviennent du Quaternaire.

### Hydrographie
La commune de Saint-Loup est arrosé par des petits ruisseaux et une rivière qui drainent leurs eaux dans des vallées marécageuses et qui inondent lors des crues hivernales. Le Bibot est un ruisseau qui arrose le petit village de Goux et qui se jette dans la Soie ; cette dernière mêlant ses eaux à celles de la Trézence, principal affluent de rive droite de la Boutonne, qui écoule ses eaux du Nord au Sud dans une large vallée marécageuse de la commune, le Marais de Saint-Loup.
Hors de la commune, la Trézence conflue avec la Boutonne, à un kilomètre en amont de Tonnay-Boutonne, où cette dernière est le principal affluent de rive droite de la Charente.

#### Marais de Saint-Loup

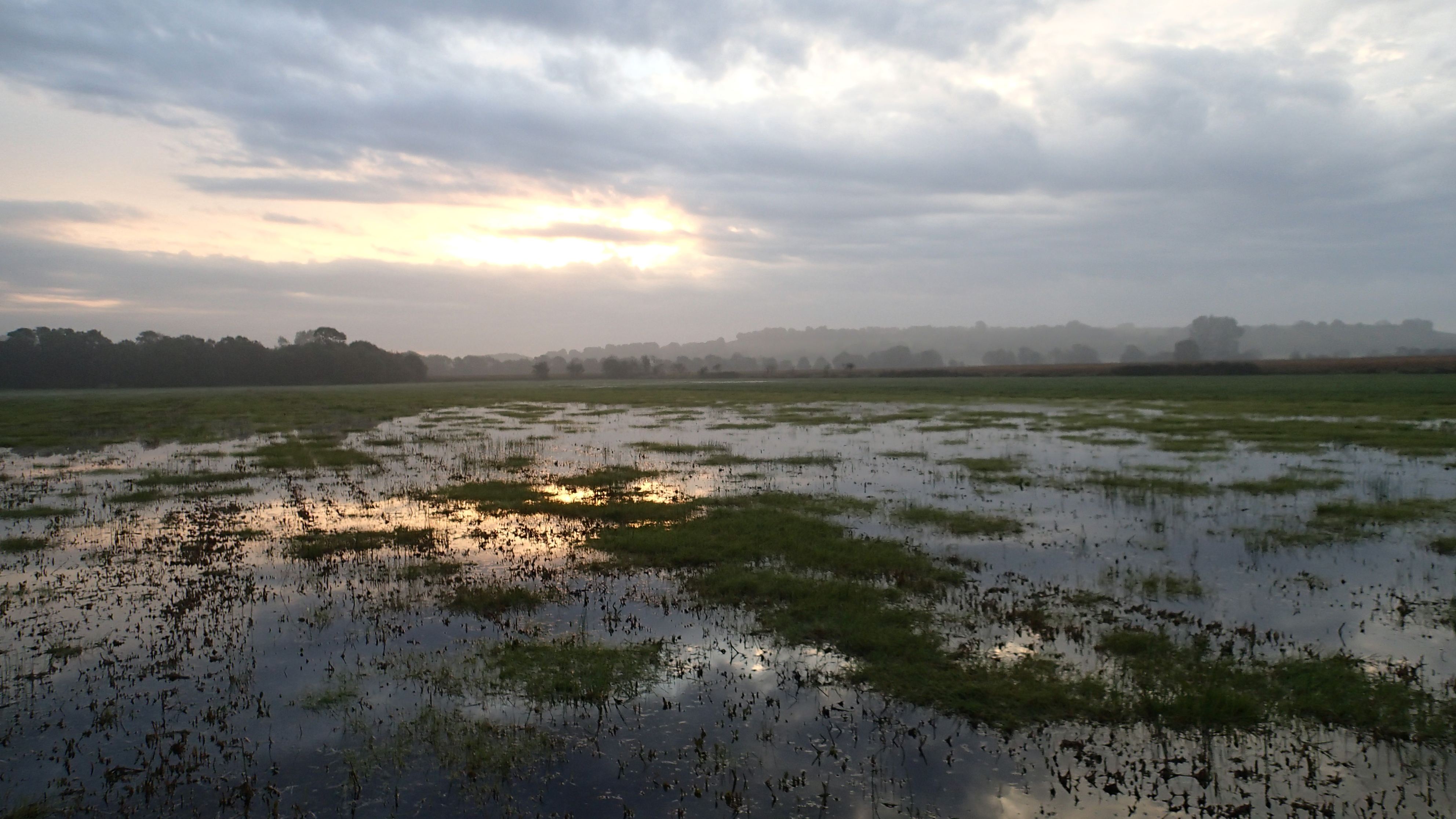
Lever de soleil sur le Nord du marais de Saint-Loup

Le marais de Saint-Loup est la large cuvette au fond de laquelle coule la Trézence canalisée, entre la digue de Vivroux (et la commune de Puyrolland) en amont, le Pont-Rouge en aval ; et délimité par les coteaux de Annezay et Tonnay-Boutonne (la Boutaudière) à l'Ouest et ceux de Saint-Loup à l'Est (Plantis, Solferino et Butte des Jarries), soit un espace d'environ 800 ha. C'est une zone classée ZNIEFF (Zone d'Interêt pour la Faune et la Flore) de type 1 et 2 .
Son nom de marais de Landes qui apparaît sur les cartes IGN, vient du fait que ce secteur était réparti entre plusieurs communes environnantes qui pouvaient en avoir l'usage (pour le pâturage notamment) : Saint-Loup, Chantemerle sur la Soie, Annezay et Landes, donc, qui avait l'usage d'une vaste partie au Sud-Est. Si le terme marais de Landes est utilisé localement pour ne désigner que la partie correspondante (au même titre que marais de Chantemerle ou marais d'Annezay), il peut être utilisé par extension pour désigner l'ensemble du marais, vu de l'extérieur, comme le fait l'IGN.
Le caractère le plus remarquable du marais est sa prédisposition aux crues annuelles. C'est un phénomène classique des vallées alluviales du secteur, mais il se décline ici facilement sur 600 Ha, donnant l'aspect d'un vaste lac parsemé de frênes, de saules et de peupliers.
Un rapport fait à Louis XIV évoquait ce lieu comme un marécage insalubre inondé de septembre à juin. Bien qu'il ait été drainé depuis, les inondations restent pourtant annuelles, d'octobre/décembre à février/avril (parfois encore début juillet).
La conformation géologique particulière en est une raison. Des études (Camus 2004, Naudin 2011) montrent que de nombreux indices semblent indiquer que ce marais a été un lac (d’origine glaciaire ?) à une période assez récente à l'échelle géologique (Holocène possible) :
- le centre du marais est constitué d’une tourbière. Il est possible de voir un changement progressif de couleur du sol entre cette tourbière et les marnes calcaires qui constituent les versants des coteaux bordant le marais ;
- les colluvions glaciaires ferment quasiment l’exutoire très encaissé situé au sud, laissant 250 m libres, entre deux collines de marnes et calcaires du Kimméridgien supérieur, séparées de 500 m ;
- le fond de ce marais est extrêmement plat et situé à + 4 m d’altitude, donc situé en théorie à l’abri des dernières intrusions marines liées aux marées de vives-eaux exceptionnelles (+ 3.5 m) ; et l’exutoire est situé à une altitude de 6 m.

Il a été utilisé pour la production de bois de chauffe et la pâture des bovins et plus anecdotiquement pour l'extraction de la tourbe et la culture du haricot (la fameuse mojhette). Enfin, c'est la maïsiculture qui a pris le dessus avec l'arrivée des herbicides et des nouvelles variétés de maïs à croissance rapide avec une réussite très inégale selon les années, en fonction des crues. Aussi, un retour au pâturage est en cours.

## Urbanisme

### Typologie
Au 1er janvier 2024, Saint-Loup est catégorisée commune rurale à habitat dispersé, selon la nouvelle grille communale de densité à 7 niveaux définie par l'Insee en 2022.
Elle est située hors unité urbaine. Par ailleurs la commune fait partie de l'aire d'attraction de Saint-Jean-d'Angély, dont elle est une commune de la couronne,. Cette aire, qui regroupe 37 communes, est catégorisée dans les aires de moins de 50 000 habitants,.

### Occupation des sols
L'occupation des sols de la commune, telle qu'elle ressort de la base de données européenne d’occupation biophysique des sols Corine Land Cover (CLC), est marquée par l'importance des territoires agricoles (99,4 % en 2018), une proportion identique à celle de 1990 (99,4 %). La répartition détaillée en 2018 est la suivante : 
terres arables (74,1 %), zones agricoles hétérogènes (22,7 %), prairies (2,6 %), forêts (0,6 %). L'évolution de l’occupation des sols de la commune et de ses infrastructures peut être observée sur les différentes représentations cartographiques du territoire : la carte de Cassini (XVIIIe siècle), la carte d'état-major (1820-1866) et les cartes ou photos aériennes de l'IGN pour la période actuelle (1950 à aujourd'hui).

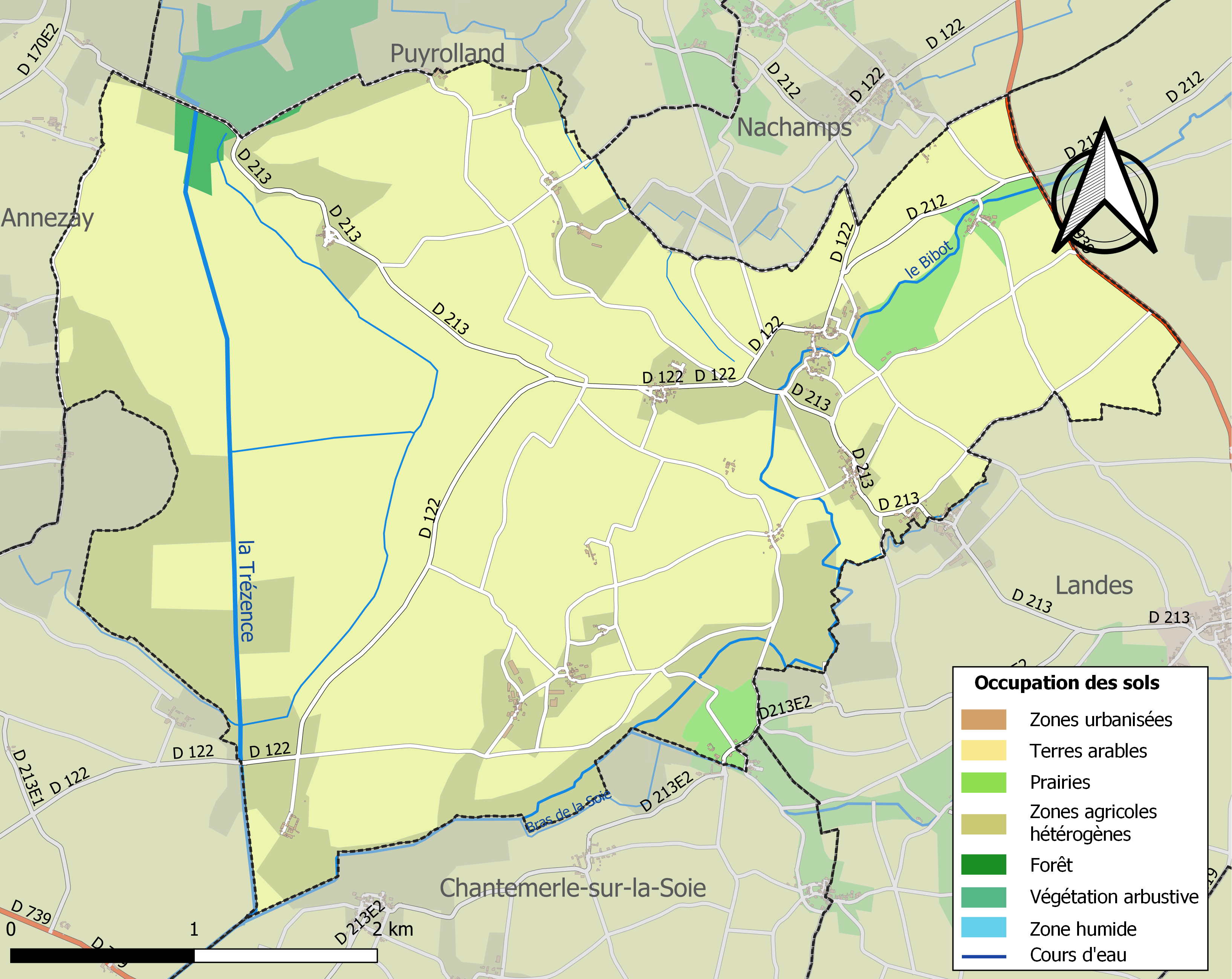
Carte des infrastructures et de l'occupation des sols de la commune en 2018 (CLC).

### Risques majeurs
Le territoire de la commune de Saint-Loup est vulnérable à différents aléas naturels : météorologiques (tempête, orage, neige, grand froid, canicule ou sécheresse), inondations, mouvements de terrains et séisme (sismicité modérée). Il est également exposé à un risque technologique, le transport de matières dangereuses. Un site publié par le BRGM permet d'évaluer simplement et rapidement les risques d'un bien localisé soit par son adresse soit par le numéro de sa parcelle.

#### Risques naturels
Certaines parties du territoire communal sont susceptibles d’être affectées par le risque d’inondation par débordement de cours d'eau, notamment la Trézence. La commune a été reconnue en état de catastrophe naturelle au titre des dommages causés par les inondations et coulées de boue survenues en 1982, 1983, 1993, 1999 et 2010,.

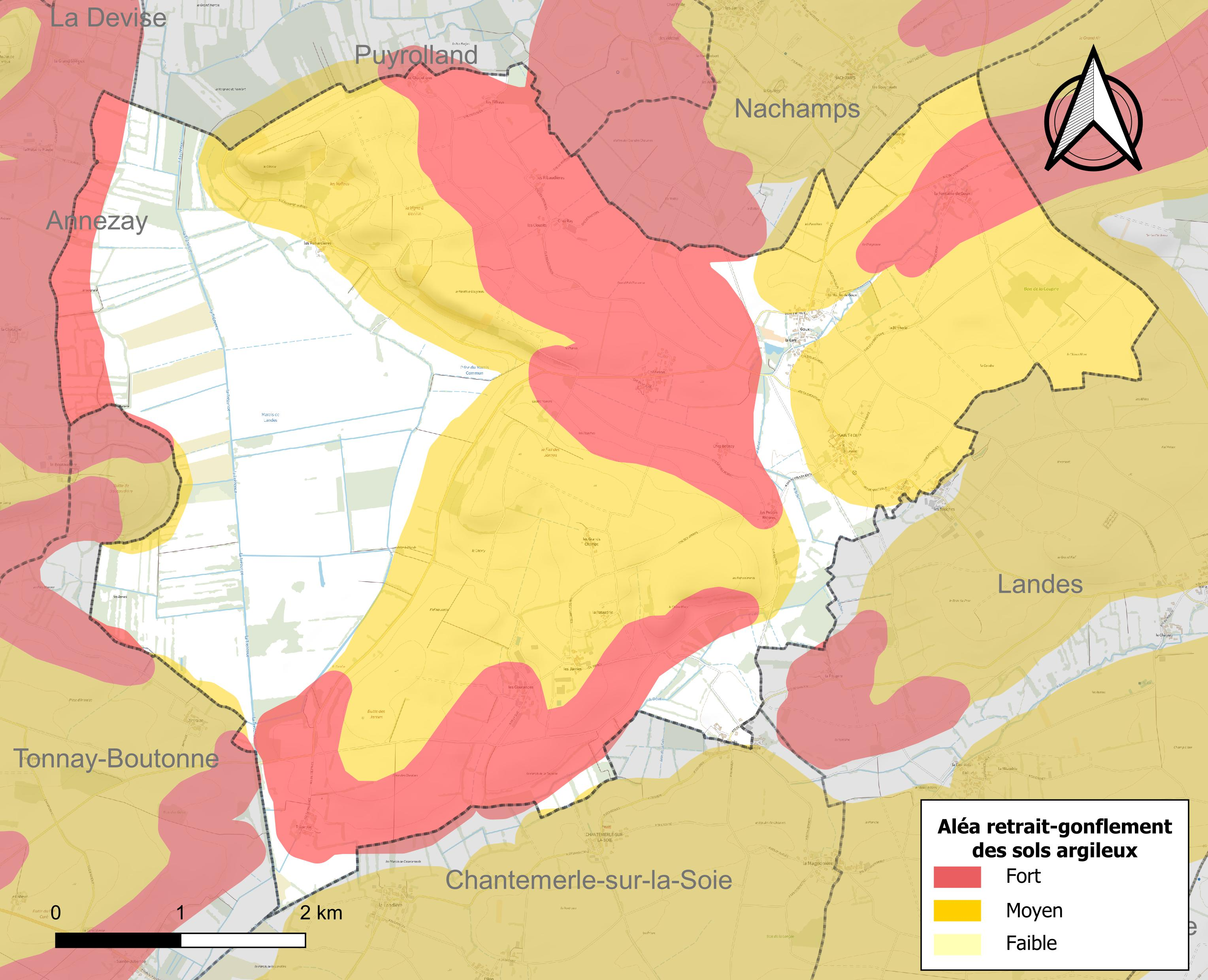
Carte des zones d'aléa retrait-gonflement des sols argileux de Saint-Loup.

Les mouvements de terrains susceptibles de se produire sur la commune sont des tassements différentiels.
Le retrait-gonflement des sols argileux est susceptible d'engendrer des dommages importants aux bâtiments en cas d’alternance de périodes de sécheresse et de pluie. 68,6 % de la superficie communale est en aléa moyen ou fort (54,2 % au niveau départemental et 48,5 % au niveau national). Sur les 190 bâtiments dénombrés sur la commune en 2019, 152 sont en aléa moyen ou fort, soit 80 %, à comparer aux 57 % au niveau départemental et 54 % au niveau national. Une cartographie de l'exposition du territoire national au retrait gonflement des sols argileux est disponible sur le site du BRGM,.
Par ailleurs, afin de mieux appréhender le risque d’affaissement de terrain, l'inventaire national des cavités souterraines permet de localiser celles situées sur la commune.
Concernant les mouvements de terrains, la commune a été reconnue en état de catastrophe naturelle au titre des dommages causés par la sécheresse en 2003 et par des mouvements de terrain en 1983, 1999 et 2010.

#### Risques technologiques
Le risque de transport de matières dangereuses sur la commune est lié à sa traversée par une ou des infrastructures routières ou ferroviaires importantes ou la présence d'une canalisation de transport d'hydrocarbures. Un accident se produisant sur de telles infrastructures est susceptible d’avoir des effets graves sur les biens, les personnes ou l'environnement, selon la nature du matériau transporté. Des dispositions d’urbanisme peuvent être préconisées en conséquence.

## Toponymie
L'origine du nom de la commune n'est pas connu précisément, mais on pourrait faire l'hypothèse suivante : dans les textes du cartulaire de l'abbaye de Saint-Jean-d'Angély (à partir du (Xe siècle), il est régulièrement fait mention de localités nommées (en latin tardif) Saltu Lupi, qui peut être traduit comme "le saut du loup", "la forêt du loup" ou encore ""la forêt de Loup " (Loup ou Lupus ayant été utilisé comme nom, par certains duc d'Aquitaine par exemple). A 2 km en amont de la Fontaine de Goux sur le Bibot, se trouve le hameau de Lussaud (commune de Landes), nommé Loupsault sur la carte de Cassini (XVIIIe siècle) ; on voit dans cette graphie l'origine possible du nom, qui pourrait être une évolution divergente de celui de Saint-Loup issu d'un toponyme initial commun : Saltu Lupi.
Selon les registres paroissiaux et d'état civil, la paroisse se nommait St-Loup en 1601. Puis, sous l'influence du curé Lafargue, elle a été connue sous le nom de Saint-Luc (voire Saint-Lucq ou Saint-Leu) de 1668 à 1712. On retrouve ensuite les deux appellations jusqu'en 1780, après quoi l’appellation Saint-Loup semble à nouveau exclusive.
Au cours de la  Révolution, la commune est nommée L'Épinay-Sans-Culotte (avec la graphie initiale Lepinais cent cullaute) puis simplement L'Epinay durant quelques mois, du 8 prairial II (27 mai 1794) au 22 frimaire III (12 décembre 1794), après quoi elle a repris son nom initial et définitif de Saint-Loup. Certains auteurs, rapportent aussi le nom de Sans-Culottide, sans donner de référence.
L'extension « de Saintonge » marque le fait que la commune se trouve au nord de la Saintonge, presque aux frontières de l'Aunis, aussi, cette dénomination permettait aux voyageurs (pèlerins de Saint-Jacques-de-Compostelle par exemple) de savoir où ils se trouvaient (même chose pour Saint-Genis-de-Saintonge, par exemple).

## Histoire
Le village de Goux a été une annexe de la commanderie des Templiers de La Rochelle, probablement un entrepôt destiné à stocker les produits de l'agriculture. Quelques indices d'architecture très ancienne (linteaux de porte, œil de bœuf) ont été retrouvés sur certains bâtiments du centre de ce village.
Sur le territoire de la commune se trouvent plusieurs logis dont certains jouèrent un rôle lors de la Révolution.
Les habitants de la commune ont longtemps vécu de la production viticole (cognac, pineau, vin) et d'huile de noix. En témoignent les quelques moulins à eau encore existants (Goux).
À la suite de la destruction des vignobles par le phylloxéra dans les années 1860, l'influence et l'immigration vendéenne a poussé les habitants à se tourner de plus en plus vers l'élevage bovin laitier. Cette période marque aussi le début de l'exploitation agricole du marais comme prés de pâture.

## Administration

### Liste des maires
| Période                                  | Période  | Identité           | Étiquette | Qualité                     |
| ---------------------------------------- | -------- | ------------------ | --------- | --------------------------- |
| Les données manquantes sont à compléter. |          |                    |           |                             |
| 1792                                     | 1795     | Jean Landreau      |           | Curé puis Officier public   |
| 1795                                     | 1797     | Gabriel Martin     |           | Officier public             |
| 1797                                     | 1800     | Jean Chapot        |           | Officier public             |
| 1800                                     | 1813     | André Paillé       |           |                             |
| 1813                                     | 1830     | Jean Lallemand     |           |                             |
| 1830                                     | 1842     | Pierre-André Vinet |           |                             |
| 1842                                     | 1848     | Jean Chapot        |           |                             |
| 1848                                     | 1855     | Jacques Guittard   |           |                             |
| 1855                                     | 1861     | Pierre-André Vinet |           |                             |
| 1861                                     | 1865     | Toussaint Guesdon  |           |                             |
| 1865                                     | 1888     | Jean Bouchereaud   |           |                             |
| 1888                                     | 1888     | Toussaint Guesdon  |           |                             |
| 1888                                     | 1888     | Armand Gouyneau    |           | Adjoint (Maire par intérim) |
| 1888                                     | 1904     | Amédée Fauré       |           |                             |
| 1904                                     | 1920     | Armand Gouynaud    |           |                             |
| 1920                                     | 1935     | André Roche        |           |                             |
| 1935                                     | 1958     | Abel Moine         |           |                             |
| 1958                                     | 1983     | Georges Carot      |           |                             |
| 1983                                     | 1995     | Jeanine Josensi    |           |                             |
| 1995                                     | 2012     | Pierre Descout     |           |                             |
| 2012                                     | En cours | Renée Bonneau      | DVD       |                             |

## Démographie
Les habitants de la commune sont appelés les  Lupéens.

### Évolution démographique
L'évolution du nombre d'habitants est connue à travers les recensements de la population effectués dans la commune depuis 1793. Pour les communes de moins de 10 000 habitants, une enquête de recensement portant sur toute la population est réalisée tous les cinq ans, les populations de référence des années intermédiaires étant quant à elles estimées par interpolation ou extrapolation. Pour la commune, le premier recensement exhaustif entrant dans le cadre du nouveau dispositif a été réalisé en 2007.

En 2022, la commune comptait 312 habitants, en évolution de +0,32 % par rapport à 2016 (Charente-Maritime : +4,04 %, France hors Mayotte : +2,11 %).
| 1793 | 1800 | 1806 | 1821 | 1831 | 1836 | 1841 | 1846 | 1851 |
| ---- | ---- | ---- | ---- | ---- | ---- | ---- | ---- | ---- |
| 573  | 604  | 639  | 643  | 694  | 780  | 828  | 811  | 830  |

| 1856 | 1861 | 1866 | 1872 | 1876 | 1881 | 1886 | 1891 | 1896 |
| ---- | ---- | ---- | ---- | ---- | ---- | ---- | ---- | ---- |
| 799  | 829  | 786  | 736  | 703  | 694  | 642  | 594  | 572  |

| 1901 | 1906 | 1911 | 1921 | 1926 | 1931 | 1936 | 1946 | 1954 |
| ---- | ---- | ---- | ---- | ---- | ---- | ---- | ---- | ---- |
| 565  | 567  | 577  | 457  | 465  | 460  | 446  | 415  | 394  |

| 1962 | 1968 | 1975 | 1982 | 1990 | 1999 | 2006 | 2007 | 2012 |
| ---- | ---- | ---- | ---- | ---- | ---- | ---- | ---- | ---- |
| 403  | 327  | 267  | 252  | 274  | 273  | 270  | 270  | 315  |

| 2017 | 2022 | - | - | - | - | - | - | - |
| ---- | ---- | - | - | - | - | - | - | - |
| 303  | 312  | - | - | - | - | - | - | - |

Plusieurs étapes de l'exode rural subi par la commune sont visibles sur ce graphique :
- la crise du phylloxéra dans les années 1860 : disparition de la ressource principale, la vigne
- la Première Guerre mondiale 1914-1918 : nombreux morts, baisse de la natalité
- les lois d'orientation agricole des années 60 : réduction du nombre d'exploitations, et donc d'exploitants.

## Économie
La commune supporte une activité agricole de polyculture et élevage. La quasi-intégralité du territoire est recouvert de cultures céréalières ou fourragères (maïs, blé, tournesol, orge, colza, fourragères...). Quelque vignes (destinées à la consommation personnelle) témoignent encore du passé viticole de la région.
L'élevage concerne surtout la production laitière bovine : un éleveur de la race Prim'Holstein et deux de la race normande (dont un bio). En marge de ces troupeaux sont également élevés pour la filière viande des bovins de race blonde d'Aquitaine et Parthenaise. Deux élevages ovins (race Charollaise), sont en outre exploités pour la viande et la laine.

## Vie de la commune
Un comité des fêtes organise le marché aux fleurs le second week-end de mai.
Le club de football de la commune a été créé en 1936. Il porte aujourd'hui le nom de FC La Soie (issu de la fusion en 2017 de l'AS Trézence et de l'ES Landes) et évolue depuis toujours au niveau district.
Le territoire hétérogène de la commune le prédispose également à la chasse, amplement pratiquée à Saint-Loup. Le marais notamment, haut-lieu de migration des oiseaux d'eau, est parsemé de tonnes où se pratique la chasse de nuit hivernale.

Le marais et ses canaux est également un rendez-vous connu des pécheurs de la région.

## Culture locale et patrimoine

### Monuments et lieux touristiques

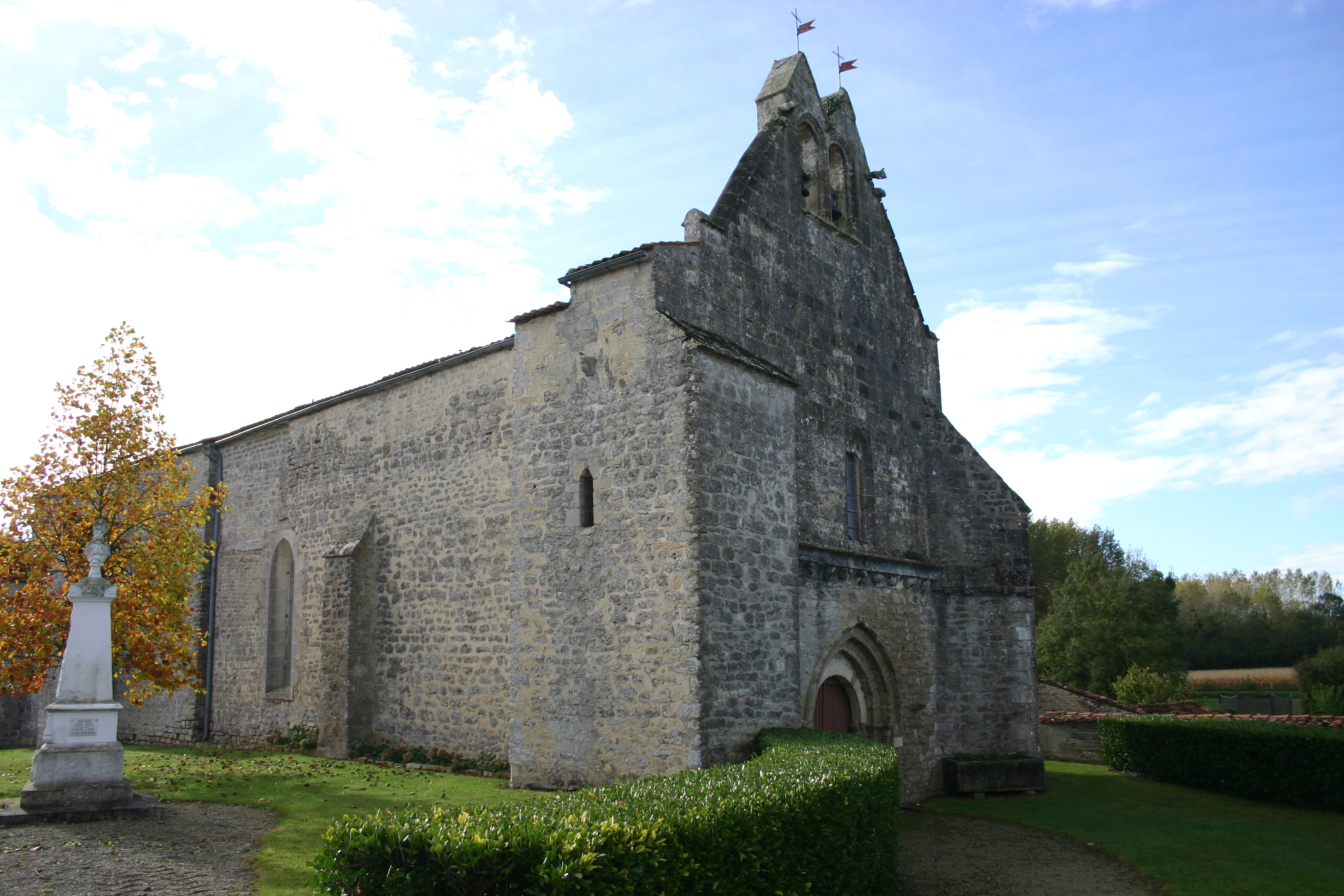
L'église de Saint-Loup.

L'église Saint-Leu, une église du XIIe et XVe siècles, surmonte le bourg avec son double clocher caractéristique.
Selon une légende, la grosse cloche attirerait l'orage, alors que la petite le repousserait. Un ecclésiastique du XIXe siècle proposait aux habitants de réguler la météo en échange d'une taxe en produits du jardin.

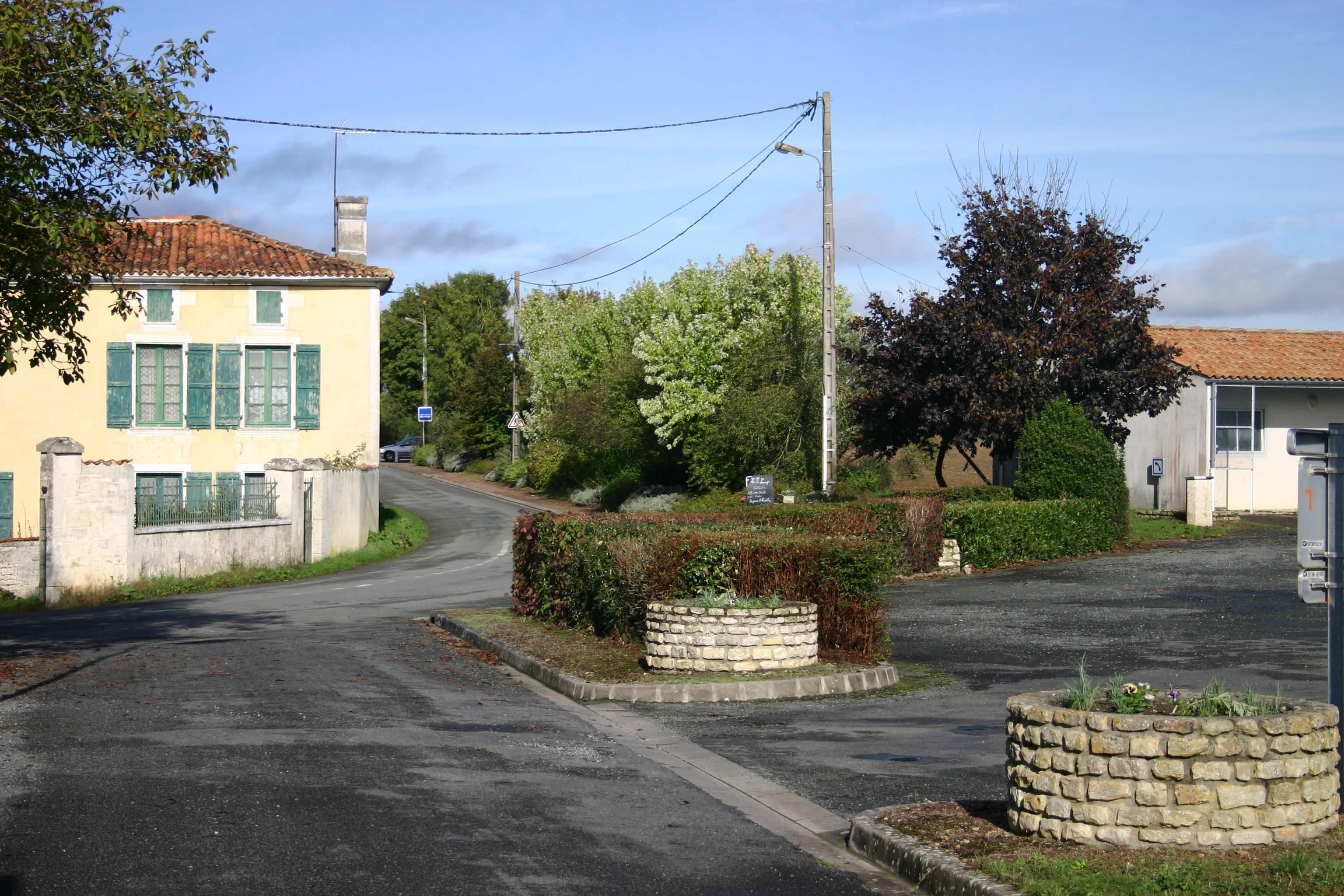
Une rue du village
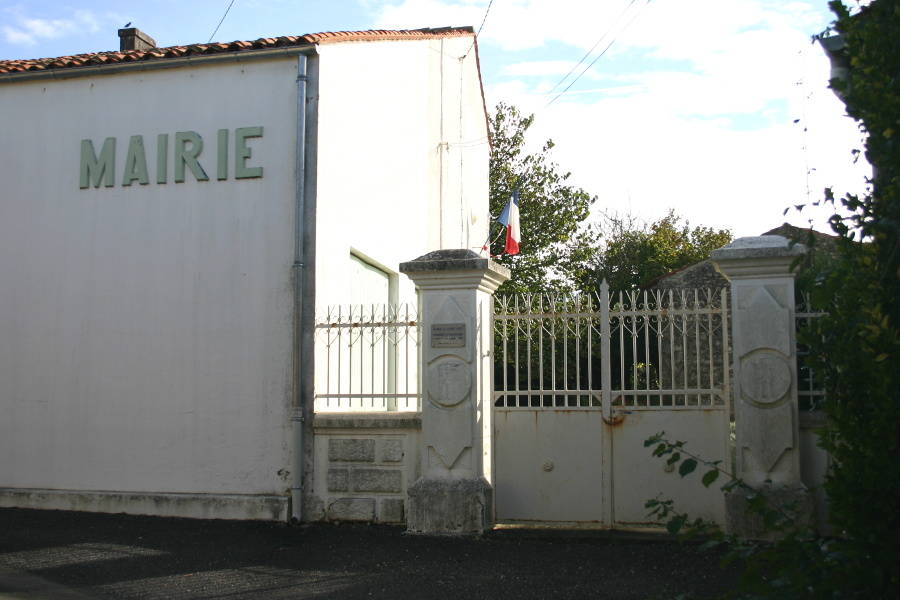
La mairie
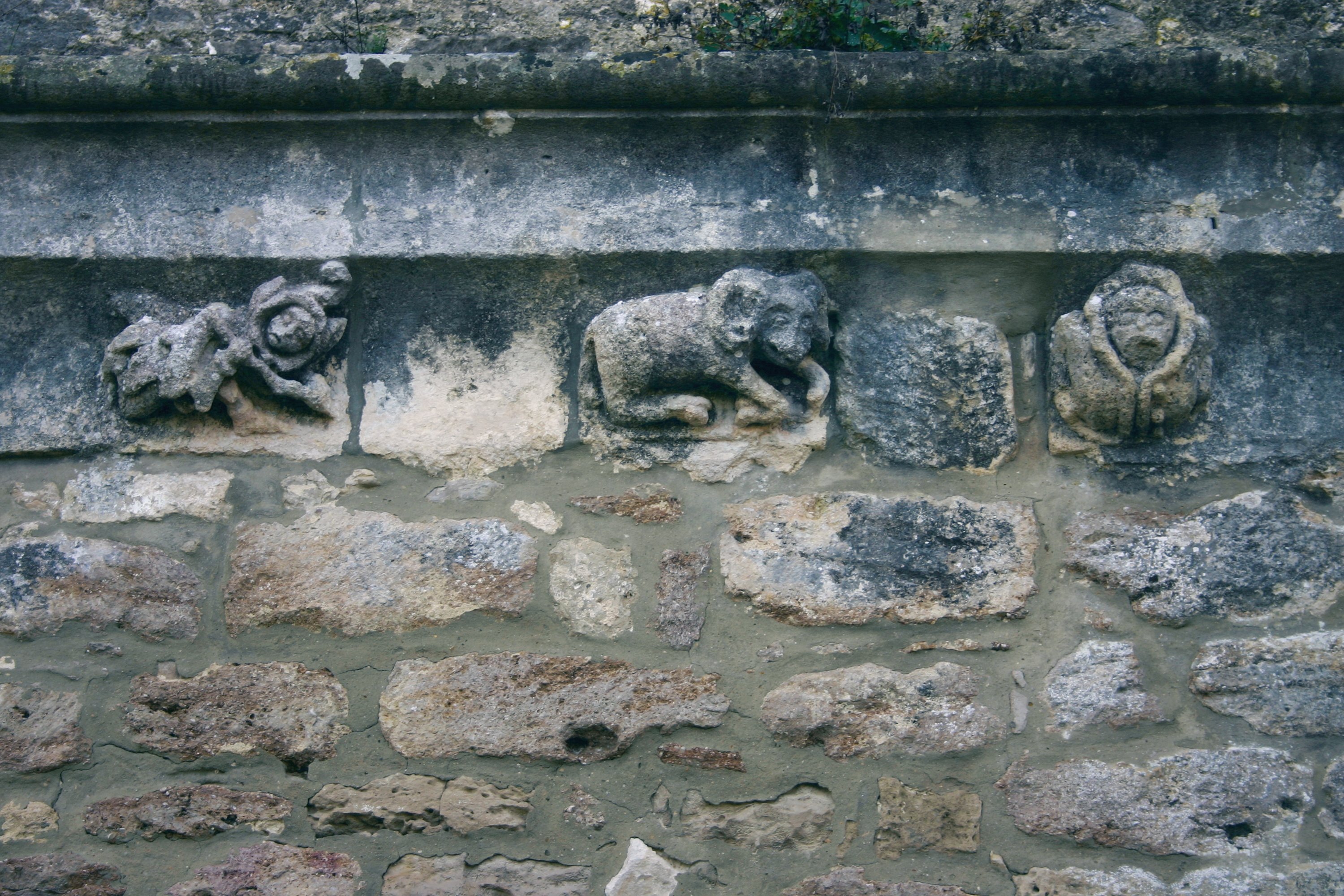
Église de Saint-Loup (modillons en façade)

### Patrimoine naturel

#### Faune

##### Oiseaux
On ne compte pas moins de 206 espèces d'oiseaux qui ont été observées sur la commune. Une grande partie de ces espèces l'ont été lors des haltes migratoires, dont le marais est un haut-lieu pour les oiseaux aquatiques.
Au printemps, des concentrations de centaines de canards (Canard pilet, Sarcelle d'hiver, Canard souchet, Canard siffleur) et/ou de milliers de limicoles (Barges à queue noire, Vanneaux huppés et divers chevaliers) peuvent être observées les années où le niveau d'eau convient à ces espèces au moment où elle passent.
Environ 50 espèces nichent régulièrement dans la commune, mais les conditions de pluviométrie (et surtout le niveau d'eau du marais) notamment peuvent faire varier ce chiffre. La Cigogne blanche (avec au moins 5 nids connus) est parmi les dernières espèces nicheuses arrivées, tandis que l'Outarde canepetière et le Râle des genêts ne font plus entendre leurs chants nuptiaux depuis quelques années.
Plus anecdotiquement, quelques espèces rares ont exceptionnellement été trouvées sur la commune : une Rousserolle des buissons au printemps 2022 aux Touches, sept Pouillots à grand sourcil (en 2013 au bourg, 2015, 2019 et 2022 aux Renardières, 2016 et 2019 près de Goux, 2017 aux Tiffrays), plusieurs Phalaropes à bec large (2007, 2010) et un Garrot à œil d'or (2018) au marais...

##### Mammifères
Si le chevreuil est le seul grand mammifère régulier, très présent sur la commune, des sangliers sont parfois également de passage. Tous les petits prédateurs classiques fréquentent la commune : renard, fouine, belette, putois, blaireau, mais aussi genette et la très rare loutre d'Europe.
Si la densité de lièvre est assez importante (avec de notables fluctuations selon les années), le lapin de garenne est lui plus localisé. Les ragondins et rats musqués sont présents en nombre dans le marais et tous les ruisseaux et fossés, provoquant des dégâts bien visibles sur les berges et cultures de maïs.
Sans oublier la présence de nombreux micro-mammifères : leur variété reste précisément méconnue, mais citons le campagnol des champs, le lérot, le rat des moissons et le rare campagnol amphibie au marais.
Les chats haret (chat de souche domestique vivant à l'état sauvage ou semi-sauvage), présents en grand nombre sur la commune qui leur offre une profusion de proies, portent un préjudice considérable à la faune locale, notamment au printemps sur les nids d'oiseaux.

##### Faune aquatique
Les canaux du marais sont réputés pour la présence de brochets, perches franches, Black-bass et anguilles d'Europe (quasi disparue), mais les brèmes, chevesnes et gardons y sont nombreux également. Le marais est connu comme une zone de fraie notable pour la Carpe commune et le Brochet Aquitain. Depuis quelques années, le poisson-chat a tendance à porter préjudice à toutes ces espèces à cause de son caractère invasif et vorace. Il en est de même avec l'écrevisse de Louisiane, très présente au marais, qui a totalement supplanté et éradiqué l'écrevisse locale que l'on ne trouve plus guère. Un rapport de l'ONCFS avait fait état en 2004 d'une production estimée à quatre tonnes par hectare de biomasse d'écrevisse par an ; et 2024 a été témoin d'une expansion très importante de cette espèce.
Certains migrateurs amphihalins remontent plus ou moins régulièrement jusqu'au marais, notons par exemple la présence classique de groupes de Mulets, souvent de belle taille.
Tous les ruisseaux et fossés de la commune accueillent des vairons et épinoches, même si les sécheresses des années 2003-2005 les ont fait totalement disparaître de certains secteurs.
Cette sécheresse a aussi porté un préjudice remarquable aux moules d'eau douce qui occupaient le fond du canal, au marais.
Le marais et les vallons accueillent la plupart des batraciens classiques : crapaud (commun/épineux), rainette verte, grenouille agile et rousse.
La cistude est un hôte remarquable, en effet, cette tortue sauvage tend à se raréfier en France.

##### Autre
Les serpents et lézards communs sont représentés par la Couleuvre à collier, la couleuvre verte et jaune, la Vipère aspic, le Lézard des murailles...
Une quarantaine d'espèces de libellules ont été recensées par les spécialistes en la matière.
Les milieux spécifiques de la commune (marais, mais surtout pelouses sèches calcicoles) ont été scrutées par les entomologistes qui ont trouvé pas moins de 35 espèces d'orthoptères, dont le Sténobothre nain, qui constitue en 2014 la première mention de cette espèce pour la Charente-Maritime !

#### Flore

##### Orchidées
Les pelouses sèches calcicoles des coteaux (Plantis, Solferino, Le Figuier) sont un terrain idéal pour une grand variété d'orchidées sauvages qui s'épanouissent à Saint-Loup. On y trouve notamment divers Ophrys dont une Ophrys aranifera à floraison plus précoce que la normale (dés mars), et qui fait l’objet d'une espèce locale (Ophrys de Saint-Loup).
L'orchis des marais (Anacamptis palustris) peut se rencontrer dans les parties marais non touchées par la maïsiculture.

##### Autre
La grande variété de flore liée aux divers milieux plus ou moins remarquables de la commune n'a encore jamais fait l’objet d'étude particulière pour l'instant, mais parcourir le marais ou les coteaux au printemps donne une idée de la biodiversité floristique de la commune.